# Fotosinteza Linhart
Fotosinteza Linhart (1979) je roman Frančka Rudolfa.

## Vsebina
Jože Jazbec se je po sedmih letih razšel z dekletom Renato Cibic, zato je zmeden in ne ve, kaj naj počne sam s seboj. Tedne brezciljno tava po Ljubljanskih ulicah in včasih sreča koga izmed svojih znancev. Nekega večera sreča Francija Bara z vzdevkom Platana in Terezo ter jima sledi. Tereza ga povabi na Helenino zabavo, kjer Jože spozna natakarico Vando Omaha. Vanda se je razšla s fantom, ker jo je pretepal. Jože skoraj ves večer na zabavi preživi z Vando. Tudi kasneje se še videvata. Oba pomislita, da bi lahko vzljubila drug drugega in začela resnejšo zvezo, vendar iz tega ni nič. Jože začne uživati hašiš. Nekega dne sreča svojo staro ljubezen Renato, ki je zapustila svojega novega fanta. Jožetu predlaga, naj jo pokliče, vendar on zamudi priložnost. Čez čas jo preboli.
V drugi zgodbi romana je glavna oseba Som Mlinarič. Som se z ženo Milico in otrokom preseli iz Ljubljane v Kamnik. Njun zakon se bliža koncu. Som sumi, da ga Milica vara, ker je včasih pozno ponoči ni domov. Nekega dne gre na izlet z Miličino bivšo sošolko in se z njo zaplete. Na izletu sreča Fotosintezo Linhart, ki jo je spoznal pred desetimi leti na študentskem plesu. Zakonca se čedalje pogosteje prepirata, med njima prihaja tudi do fizičnega nasilja. Nekaj let kasneje se ločita.
V romanu sta še dve krajši zgodbi. Prva govori o Bogdanu Menartu in  njegovi sošolki Selmi Kovačič. Bogdan se izdaja za pesnika, da dobi več deklet, Selma se mu najprej upira, nato pa ji Bogdan postane všeč.  Druga je zgodba Urbana in Špele. Špela si želi bolj senzualne ljubezni, ker pa njen fant Urban na to še ni pripravljen, se raje odloči za sošolca Roka.
Pripoved je humorna, v sceni reševanja dveh hudo ranjenih potnikov v prometni nesreči celo morbiden. V smešnih kontekstih se pojavljajo imena pesnikov in pisateljev: Bulevar Tomaža Šalamuna in bulevar Jolke Milič, osemletka Mateta Dolenca, Matej Bor, Valentin Cundrič, Svetlana Makarovič, asociacije na žur in pripravljenost na spolne avanture vzbujata Kresnica Anžur in Judita Nared, Bogdan Menard na pesnika Menarta, prepoznavna lokacija je npr. pisateljski bar Šumi, Mesto Kamnik se nahaja na morju, Bohinj je ob Egejskem morju, pol ure od Ljubljane. Roman ima naslov po eni izmed oseb v njej.
Cobiss časopisnih ocen romana  ni registriral. 